# Shin’ichi Tanaka
Shin’ichi Tanaka (jap. 田中信一, Tanaka Shin’ichi, ur. 15 maja 1959) – japoński skoczek narciarski. Najlepsze wyniki w Pucharze Świata osiągnął w sezonie 1986/1987, kiedy zajął 26. miejsce w klasyfikacji generalnej.
Tanaka brał udział w mistrzostwach świata w Oberstdorfie oraz igrzyskach w Calgary, ale bez sukcesów.

## Puchar Świata w skokach narciarskich

### Miejsca w klasyfikacji generalnej
- sezon 1979/1980: 80
- sezon 1986/1987: 26
- sezon 1988/1989: 67

## Igrzyska Olimpijskie
- Indywidualnie
  - 1988 Calgary (CAN) – 52. miejsce (duża skocznia), 47. miejsce (normalna skocznia)

## Mistrzostwa Świata
- Drużynowo
  - 1987 Oberstdorf (RFN) – 55. miejsce (duża skocznia), 57. miejsce (normalna skocznia)